# Desmanthus
Genre
Synonymes
- Lophacanthus Hentschel, 1912[2]

Desmanthus est un genre de plantes à fleurs de la famille des Fabacées.

## Liste des espèces
Selon Catalogue of Life (11 octobre 2018) :
- Desmanthus incrustans (Topsent, 1889)
- Desmanthus levii van Soest & Hajdu, 2000
- Desmanthus meandroides van Soest & Hajdu, 2000
- Desmanthus rhabdophorus (Hentschel, 1912)
- Desmanthus topsenti Hentschel, 1912

Selon ITIS (11 octobre 2018) :
- Desmanthus acuminatus Benth.
- Desmanthus bicornutus S. Watson
- Desmanthus cooleyi (Eaton) Trel.
- Desmanthus covillei (Britton & Rose) Wiggins ex B.L. Turner
- Desmanthus glandulosus (B.L. Turner) Luckow
- Desmanthus illinoensis (Michx.) MacMill. ex B.L. Rob. & Fernald
- Desmanthus leptolobus Torr. & A. Gray
- Desmanthus leptophyllus Kunth
- Desmanthus obtusus S. Watson
- Desmanthus pernambucanus (L.) Thell.
- Desmanthus reticulatus Benth.
- Desmanthus tatuhyensis Hoehne
- Desmanthus velutinus Scheele
- Desmanthus virgatus (L.) Willd.

Selon NCBI (11 octobre 2018) :
- Desmanthus incrustans (Topsent, 1889)

Selon World Register of Marine Species (11 octobre 2018) :
- Desmanthus incrustans (Topsent, 1889)
- Desmanthus levii van Soest & Hajdu, 2000
- Desmanthus meandroides van Soest & Hajdu, 2000
- Desmanthus rhabdophorus (Hentschel, 1912)
- Desmanthus topsenti Hentschel, 1912